# Eurocopa 1968
La Eurocopa de fútbol de 1968 tuvo lugar en Italia, siendo la tercera edición del torneo. La fase final fue entre el 5 de junio y el 10 de junio de 1968.
El balón oficial fue Telstar Elast, fabricado por la compañía alemana Adidas. Por entonces, solo cuatro selecciones podían disputar la fase final del torneo, comenzando por las semifinales.

## Organización

### Sedes
| \| Nápoles Florencia Roma \| |
| Florencia                    |
| Stadio Comunale              |
| Capacidad: 31 000            |
|                              |
| Roma                         |
| Estadio Olímpico             |
| Capacidad: 50 000            |
|                              |
| Nápoles                      |
| Stadio San Paolo             |
| Capacidad: 72 800            |
|                              |
| Nápoles Florencia Roma       |

## Equipos participantes
En negrita se indica la edición en la que fue campeón.
| Equipo             | Participaciones previas en el torneo |
| ------------------ | ------------------------------------ |
| Inglaterra         | 0 (debut)                            |
| Italia (anfitrión) | 0 (debut)                            |
| Unión Soviética    | 2 (1960, 1964)                       |
| Yugoslavia         | 1 (1960)                             |

## Resultados
- Las horas indicadas en los partidos corresponden al huso horario local de Italia: Horario de verano de Europa occidental – CEST: (UTC+2).

### Cuadro
|  | Semifinales            | Semifinales     | Semifinales |                              |   | Final | Final | Final |
|  |                        |                 |             |                              |   |       |       |       |
|  | 5 de junio – Nápoles   |                 |             |                              |   |       |       |       |
|  |                        |                 |             |                              |   |       |       |       |
|  | Italia (l. m.)         | Italia (l. m.)  | 0           |                              |   |       |       |       |
|  | Italia (l. m.)         | Italia (l. m.)  | 0           | 8 de junio – Roma            |   |       |       |       |
|  | Unión Soviética        | Unión Soviética | 0           |                              |   |       |       |       |
|  | Unión Soviética        | Unión Soviética | 0           | Italia                       | 1 | 2     |       |       |
|  | 5 de junio – Florencia |                 |             | Italia                       | 1 | 2     |       |       |
|  |                        | Yugoslavia      | 1           | 0                            |   |       |       |       |
|  | Yugoslavia             | Yugoslavia      | 1           | 0                            | 1 |       |       |       |
|  | Yugoslavia             | Yugoslavia      |             |                              |   |       |       |       |
|  | Inglaterra             | Inglaterra      | 0           |                              |   |       |       |       |
|  | Inglaterra             | Inglaterra      | 0           | Partido por el tercer puesto |   |       |       |       |
|  |                        |                 |             |                              |   |       |       |       |
|  | 8 de junio – Roma      |                 |             |                              |   |       |       |       |
|  |                        |                 |             |                              |   |       |       |       |
|  | Unión Soviética        | Unión Soviética | 0           |                              |   |       |       |       |
|  | Unión Soviética        | Unión Soviética | 0           |                              |   |       |       |       |
|  | Inglaterra             | Inglaterra      | 2           |                              |   |       |       |       |

#### Semifinales
| 5 de junio de 1968, 18:00                 | Italia | 0:0 (t. s.) | Unión Soviética | Stadio San Paolo, Nápoles                                    |                                                              |
|                                           |        | Reporte     |                 | Asistencia: 68 600 espectadores Árbitro(s): Kurt Tschenscher | Asistencia: 68 600 espectadores Árbitro(s): Kurt Tschenscher |
| Italia ganó por el lanzamiento de moneda. |        |             |                 |                                                              |                                                              |

| 5 de junio de 1968, 21:15 | Yugoslavia | 1:0 (0:0) | Inglaterra | Stadio Comunale, Florencia                                               |                                                                          |
|                           | Džajić 86' | Reporte   |            | Asistencia: 21 800 espectadores Árbitro(s): José María Ortiz de Mendibil | Asistencia: 21 800 espectadores Árbitro(s): José María Ortiz de Mendibil |

#### Tercer puesto
| 8 de junio de 1968, 18:45 | Unión Soviética | 0:2 (0:1) | Inglaterra                  | Stadio Olimpico, Roma                                    |                                                          |
|                           |                 | Reporte   | B. Charlton 40' · Hurst 63' | Asistencia: 68 800 espectadores Árbitro(s): Istvan Zsolt | Asistencia: 68 800 espectadores Árbitro(s): Istvan Zsolt |

#### Final
| 8 de junio de 1968, 21:15 | Italia         | 1:1 (1:1, 1:0) (t. s.) | Yugoslavia | Stadio Olimpico, Roma                                        |                                                              |
|                           | Domenghini 80' | Reporte                | Džajić 39' | Asistencia: 68 817 espectadores Árbitro(s): Gottfried Dienst | Asistencia: 68 817 espectadores Árbitro(s): Gottfried Dienst |

##### Partido de desempate
| 10 de junio de 1968, 21:15 | Italia                  | 2:0 (2:0) | Yugoslavia | Stadio Olimpico, Roma                                                    |                                                                          |
|                            | Riva 12' · Anastasi 31' | Reporte   |            | Asistencia: 32 886 espectadores Árbitro(s): José María Ortiz de Mendíbil | Asistencia: 32 886 espectadores Árbitro(s): José María Ortiz de Mendíbil |

|                   |
| Bandera de Italia |
| Campeón Italia    |
| 1.er título       |

## Estadísticas

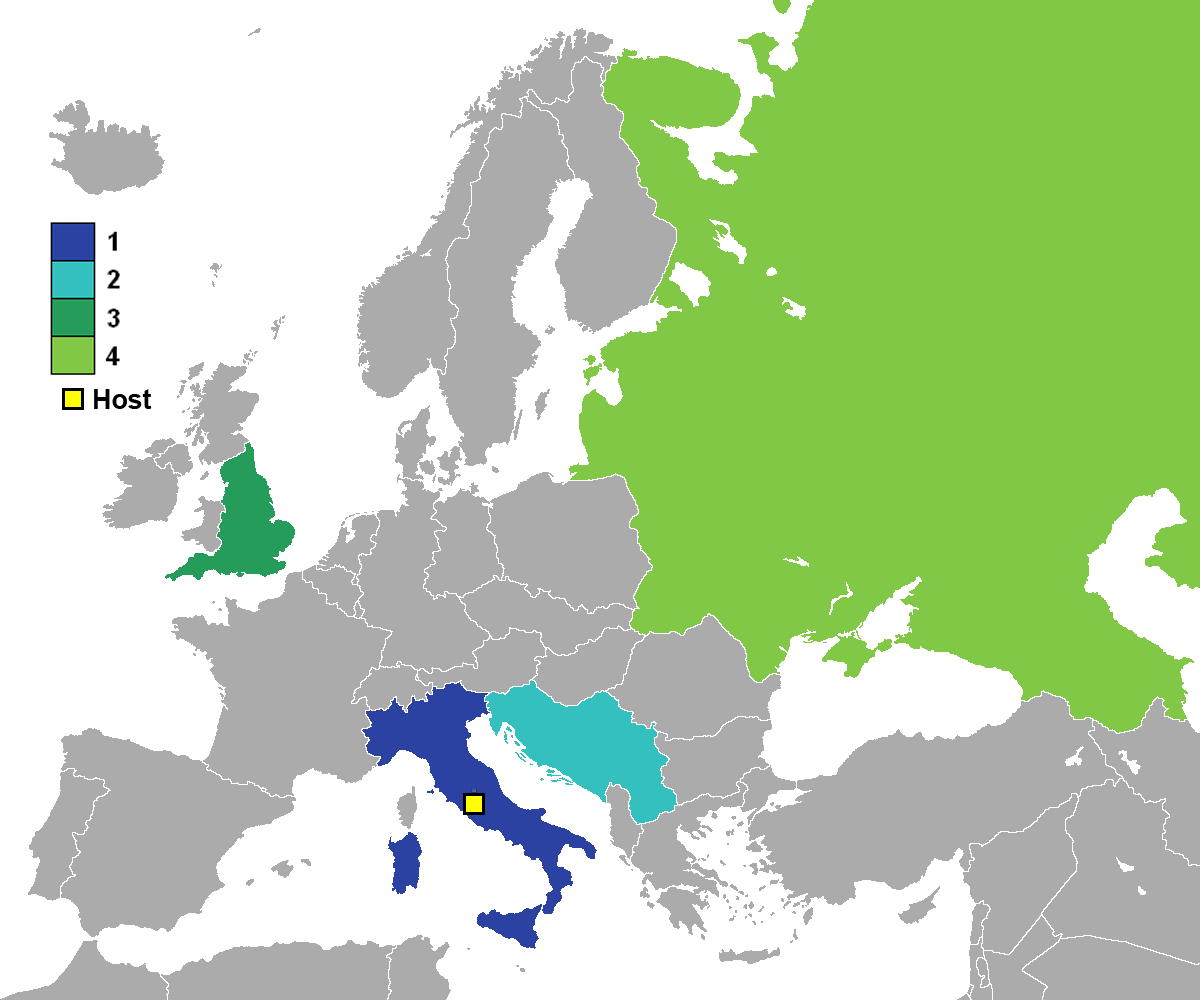
Mapa según los resultados de la Euro 1968.

### Clasificación general
| Pos. | Selección       | Pts | PJ | PG | PE | PP | GF | GC | Dif. | Rend.  |
| ---- | --------------- | --- | -- | -- | -- | -- | -- | -- | ---- | ------ |
| 1    | Italia          | 4   | 3  | 1  | 2  | 0  | 3  | 1  | 2    | 83.33% |
| 2    | Yugoslavia      | 3   | 3  | 1  | 1  | 1  | 2  | 3  | −1   | 50%    |
| 3    | Inglaterra      | 2   | 2  | 1  | 0  | 1  | 2  | 1  | 1    | 50%    |
| 4    | Unión Soviética | 1   | 2  | 0  | 1  | 1  | 0  | 2  | −2   | 25%    |

### Goleadores
| Jugador           | Selección  | Goles |
| ----------------- | ---------- | ----- |
| Dragan Džajić     | Yugoslavia | 2     |
| Pietro Anastasi   | Italia     | 1     |
| Bobby Charlton    | Inglaterra | 1     |
| Angelo Domenghini | Italia     | 1     |
| Geoff Hurst       | Inglaterra | 1     |
| Luigi Riva        | Italia     | 1     |